# Antoine de Mandeville
Pour les articles homonymes, voir Mandeville.
Antoine Philippe de Marigny de Mandeville, militaire, planteur et géographe français de Louisiane. Né à Fort Louis de la Mobile le 28 février 1722, et décédé à  la Nouvelle-Orléans le 6 novembre 1779.

## Biographie

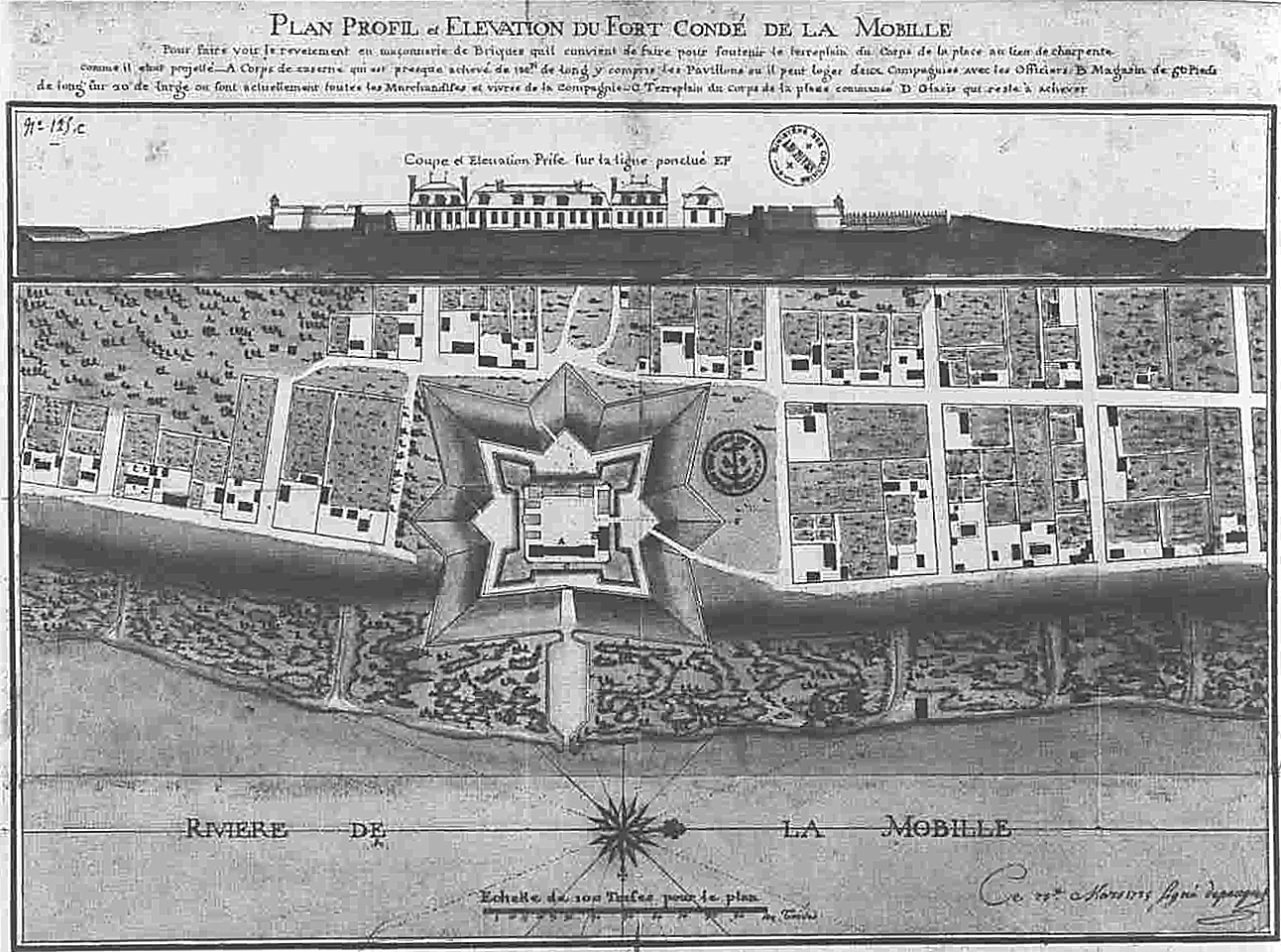
Fort Louis de la Mobile en 1725

Il est le fils de François Philippe du Hautmesnil de Marigny de Mandeville et de Marie Madeleine Le Maire (remariée avec Ignace François Broutin).
Il est officier du détachement de la marine royale en Louisiane et chevalier de l'ordre de Saint Louis.
Le 8 janvier 1748, il épousa Françoise Delisle-Dupart .
Il effectue la typographie et l'exploration de la côte Sud-Ouest de la Louisiane et en dessina la "Carte de la Louisiane et particulièrement du fleuve Mississipi" en 1763 conservée au Dépôt des cartes et plans de la Marine.
Opposé au gouverneur de la Louisiane française, Louis Billouart de Kerlerec, ce dernier le fit renvoyer en France en compagnie de deux autres opposants, l'ordonnateur de la Louisiane Vincent-Gaspard de Rochemore et le trésorier royal Jean-Baptiste d'Estrehan Honoré de Beaupré. Mais une fois débarqués en France, ils dénoncèrent le gouverneur pour corruption et malversation et le gouverneur Kerlerec finit par être démis de ses fonctions de gouverneur et revint en France.